# CUPRA Tavascan
CUPRA Tavascan je po modelu Born druhým elektromobilem značky CUPRA. Koncepční vůz byl představen v září 2019 na IAA ve Frankfurtu nad Mohanem. Sériově vyráběná verze bude uvedena na trh v roce 2024. Stejně jako CUPRA Born vychází i Tavascan z modulární platformy MEB koncernu Volkswagen.
Podobu sériově vyráběného modelu CUPRA Tavascan předjímá stejnojmenná studie, která se veřejnosti poprvé ukázala na Frankfurtském autosalonu 2019. Tavascan je podle svých tvůrců kupé SUV, které zaujme na první pohled dravým designem s 22“ koly a vytříbenou aerodynamikou.

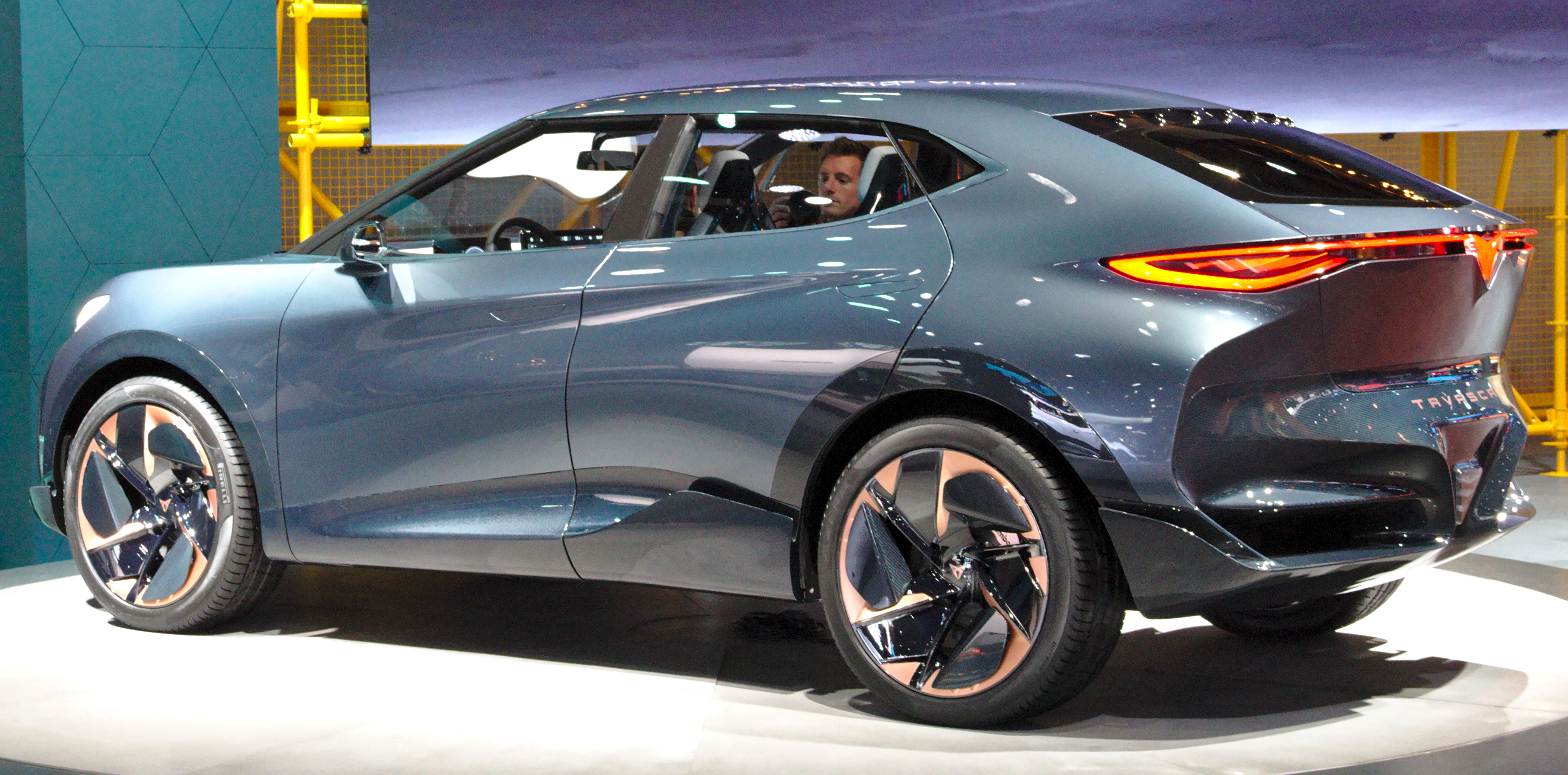
CUPRA Tavascan

Pod atraktivním zevnějškem se ukrývá elektrický pohon všech kol. Konstruktéři uložili v prostoru přední i zadní nápravy po jednom elektromotoru. Celkový nejvyšší výkon obou zdrojů hnací síly je 225 kW. Napájení elektromotorů zajišťuje sada akumulátorů, jejichž kapacita 77 kWh vystačí k ujetí až 450 km na jedno nabití. Akumulátory jsou uloženy v podlaze vozidla. Tím se snižuje jeho těžiště. Další výhodou je rovnoměrnější rozložení hmotnosti mezi nápravy.
V interiéru jsou čtyři samostatná, výrazně anatomicky tvarovaná sedadla s integrovanými opěrkami hlavy a reproduktory včetně konektivity pro chytré telefony. Působivé přístrojové desce dominuje 13“ displej informačního a zábavního systému ve spojení s 12,3“ displejem digitálního panelu sdružených přístrojů.